# Oriol de l'Índia
L'oriol de l'Índia (Oriolus kundoo) és un ocell de la família dels oriòlids (Oriolidae).

## Hàbitat i distribució
Habita zones de bosc caducifoli, zones arbustives i plantacions des de Balutxistan i Afganistan fins Nepal. Les poblacions septentrionals passen l'hivern a l'Índia.